# Carmensa
Carmensa est une localité argentine située dans le département de General Alvear, province de Mendoza.

## Toponymie
Le nom du quartier San Pedro del Atuel a été imposé à la Colonia Alvear par Carmen de Alvear en 1930, après la mort de son fondateur. Ce nom dérive de l'homonyme de Pedro Chistophersen, que sa veuve considérait comme un saint, selon l'ingénieur Ove Boch, et la fin du nom de la rivière Atuel qui baignait la colonie agricole.
L'autre nom Carmensa vient du nom de sa fille Carmencita Chistóphersen qui a inspiré au fondateur de la localité le nom de son entreprise, qui était une société anonyme, et grâce à un panneau indiquant Carmen S.A. à la gare, elle est devenue plus connue et plus populaire que l'originale.

## Historie

### Pedro Christóphersen
Le fondateur de cette ville était le propriétaire foncier et homme d'affaires argentino-norvégien Pedro Christóphersen (né en 1845 à Tønsberg et décédé le 18 août 1930 à Buenos Aires) — frère de Wilhelm qui fut ministre norvégien des affaires étrangères et de Soeren qui fut ambassadeur de Norvège à Buenos Aires, ainsi que du célèbre architecte espagnol Alejandro Christóphersen, né en 1866 à Cadix et également naturalisé dans ces terres — qui s'installera en République argentine à partir de 1871 et deviendra un riche propriétaire terrien, faisant fortune comme agent maritime, ayant été directeur de la Compañía Argentina de Pesca et représentant à partir de 1907 de la compagnie maritime La Veloce.
Sa passion étant les navires de mer, il financera son compatriote Roald Amundsen pour équiper son expédition en Antarctique, ce dernier étant à court de fonds. Lui et sa riche épouse Carmen de Alvear - fille du politicien Diego de Alvear et petite-fille du directeur suprême argentin, le général patriote Carlos María de Alvear - possédaient également l'estancia Paso de los Gauchos situé à Mendoza, qui était en fait le nom d'un lieu et d'un chemin qui passait dans la province voisine de San Luis, et l'estancia El Carmen à Santa Fe.

### Colonia Alvear
Christóphersen, en tant que président de la Sociedad Anónima Colonia Alvear, était arrivé en 1909 dans ces champs vierges cultivés, fondant en 1912 la Colonia Alvear - en l'honneur de son épouse Carmen Alvear - à quelque 20 km au sud de la future villa General Alvear, fondée en 1914 et qui deviendrait la capitale départementale en 1918. La même année, le Ferrocarril Gran Oeste Argentino (appelé plus tard Ferrocarril General San Martín) était arrivé dans cette région.
Il divise la zone en parcelles de 25 et 30 hectares et, avec l'aide de l'ingénieur Ove Boch, il trace des canaux et des voies d'irrigation pour acheminer l'eau du rio Atuel vers les parcelles. Le nom de la colonie est devenu San Pedro del Atuel, mais la localité est généralement appelée Carmensa, d'après un panneau que Christóphersen a placé sur le toit de la gare ferroviaire pour indiquer le nom de sa société Carmen S.A. - Carmen Sociedad Anónima - en l'honneur de sa fille.
Entre 1920 et 1926, les premiers colons immigrants sont arrivés, principalement des Ukrainiens et d'autres, notamment des Italiens, des Suisses et des Espagnols. Parmi ses attraits touristiques, le plus important est la Festejos Patronales San Pedro Apóstol, en l'honneur du saint patron de la ville, qui a lieu le 29 juin de chaque année. Il s'agit d'une célébration civique et religieuse avec une messe, un acte officiel, un défilé civique et scolaire, puis diverses activités sportives et artistiques, de la nourriture typique, des artisans et le plus grand feu de joie du pays, où tout ce qui est mauvais est brûlé et où naît un nouvel espoir. Le Musée de nos Pionniers, El Paso de la Arena mène au pont où passe le rio Atuel, les trois ponts, la Plaza Distrital est très belle et naturelle, unique dans sa façade, où la Délégation Municipale travaille était le chemin de fer qui a été restauré, un dommage qui ne pouvait pas être récupéré plus la propriété où le ranch de Juan Bautista Bairoletto.